# Kallur, Kolar
Kallur là một làng thuộc tehsil Kolar, huyện Kolar, bang Karnataka, Ấn Độ.